# Американський Червоний хрест
Американський Червоний Хрест (ARC), також відомий як Американський Національний Червоний Хрест, - гуманітарна організація, яка надає в США надзвичайну допомогу, допомогу при стихійних лихах та підготовку до стихійних лих. Це визначена американська філія Міжнародної федерації товариств Червоного Хреста і Червоного Півмісяця та руху США до Міжнародного руху Червоного Хреста і Червоного Півмісяця.
Організація пропонує послуги та програми розвитку. 

## Історія та організація

### Засновники
Клара Бартон заснувала Американський Червоний Хрест в Дансвіллі, штат Нью-Йорк, 21 травня 1881 р. Вона стала його першим президентом. Бартон організувала зустріч 12 травня того ж року в будинку сенатора Омара Д. Конгера (Р, Мічиган). На зустрічі були 15 осіб, у тому числі Бартон, Конгер та представник Вільям Лоуренс (Росія, штат Огайо) (який став першим віце-президентом). Перша місцева глава була заснована в 1881 році в англійській євангелічно-лютеранській церкві Дансвіля. 
Джейн Делано (1862–1919) заснувала Службу медсестер Американського Червоного Хреста 20 січня 1910 р. 

#### Клара Бартон
Бартон заснувала американський розділ, дізнавшись про Червоний Хрест у Женеві, Швейцарія. У 1869 році вона поїхала до Європи та долучилася до роботи Міжнародного Червоного Хреста під час франко-прусської війни. Вона твердо вирішила привезти організацію в Америку.

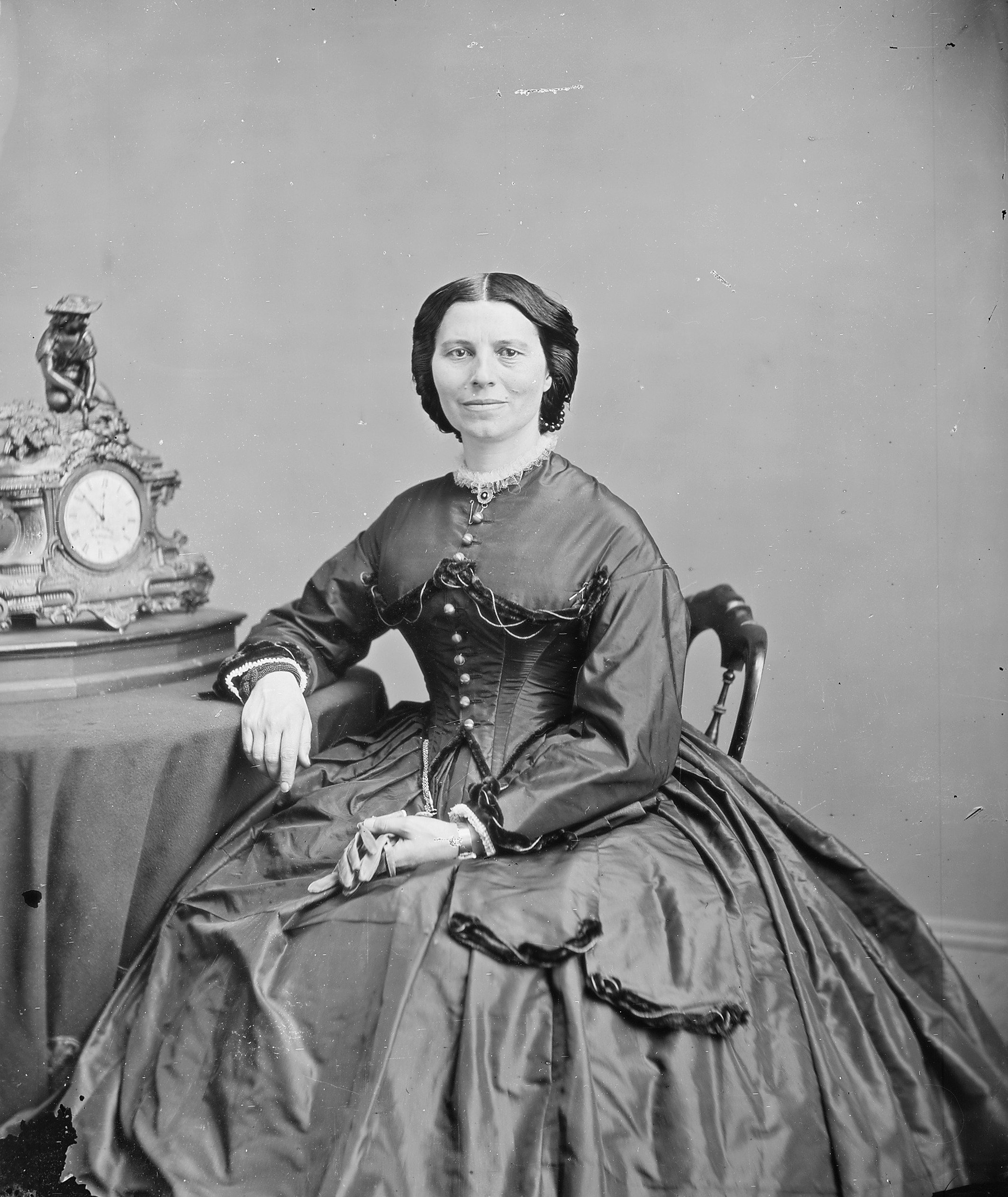
Клара Бартон, засновниця Американського Червоного Хреста

Бартон стала президентом американського відділення товариства, відомого як Американський національний Червоний Хрест, у травні 1881 року у Вашингтоні. Перші розділи відкрилися в штаті Нью-Йорк, де вона мала зв'язки. Джон Д. Рокфеллер та четверо інших пожертвували гроші на допомогу у створенні національної штаб-квартири біля Білого дому. Аболіціоніст Фредерік Дуглас, друг Бартон, запропонував поради та підтримку, намагаючись створити американський відділ Червоного Хреста. Він також підписав оригінал Статуту Американського Червоного Хреста. 
Бартон очолила одне з перших великих зусиль групи щодо допомоги - відповідь на Великий вогонь 1881 року в районі Великого пальця штату Мічиган. Понад 5000 людей залишились без даху над головою. Наступною великою катастрофою стали повені в Джонстауні 31 травня 1889 р. Понад 2209 людей загинули, ще тисячі отримали поранення в районі Джонстауна, штат Пенсільванія, під час однієї з найстрашніших катастроф в історії США.

#### Прогресивна реформа
Бартон не змогла створити персонал, якому б довіряла, і її збір коштів був слабким. Її вигнали в 1904 році. Професійні експерти із соціальної роботи взяли під свій контроль і зробили групу зразком наукової реформи Прогресивної ери. Новий керівник Мейбл Торп Бордмен провів консультації з вищими урядовцями, військовими офіцерами, соціальними працівниками та фінансистами. Особливо впливовим був Вільям Говард Тафт. Вони нав'язали етос "менеджеризму", перетворивши агентство з культу особистості Бартон на "організаційний гуманітаризм", готовий до розширення. 
Серед помітних катастроф епохи Прогресивного періоду, що спричинили участь американського Червоного Хреста, було затоплення "Титаніка" у 1912 році. Кафедра Нью-Йорка об'єдналася з Товариством благодійної організації, щоб забезпечити коштами тих, хто вижив, і родичів тих, хто загинув.  

### Голови Ради керуючих
- Вільям К. Ван Рейпен 1905–06
- Роберт Мейтленд О'Райлі 1906
- Джордж Уайтфілд Девіс 1906–15
- Вільям Говард Тафт 1915–19
- Лівінгстон Фарранд 1919–21
- Джон Бартон Пейн 1921–35
- Кері Т. Грейсон 1935–38
- Норман Дейвіс 1938–44
- Василь О'Коннор 1944–47, титул змінено на Президент, 1947–49
- Джордж Маршалл 1949–1950 (президент)
- Е. Роланд Гарріман 1950–1953 (президент), титул змінено на Голова, 1954–73
- Френк Стентон 1973–79
- Джером Х. Голланд 1979–85
- Джордж Ф. Муді 1985–92
- Норман Ральф Августин 1992–2001
- Девід Т. Маклафлін 2001–04
- Bonnie McElveen-Hunter 2004 – по теперішній час

### Керівництво
Серед останніх президентів та виконавчих директорів - Гейл Макговерн, Елізабет Доул, Бернадін Хілі, Мері С. Елкано, Марк У. Еверсон та Джон Ф. Макгуайр. У 2007 році законодавство США роз'яснило роль Ради керуючих та вищого керівництва внаслідок труднощів після урагану "Катріна". Члени ради, крім голови губернаторів обираються на річних зборах глав делегацій. Рада призначає головного виконавчого директора.

### Рейтинг
Станом на листопад 2017 року Американський Червоний Хрест набирає три із чотирьох зірок на Charity Navigator та B + на CharityWatch.
У 1996 р. галузевий журнал «Хроніка філантропії» опублікував результати найбільшого дослідження популярності та довіри благодійних та некомерційних організацій. Дослідження показало, що ARC було визнано третьою "найбільш популярною благодійною / некомерційною організацією в Америці" із понад 100 досліджених благодійних організацій, причому 48% американців старше 12 років обрали для опису "Люблю" або "Подобається".

### Відомі члени
- Інез Мі Борен, голова організації, відділення Ліндсі Стратмор Американського Червоного Хреста
- Іда Ф. Батлер, національний директор медсестер з 1936 по 1939 рік
- Naomi Deutsch
- Саллі С. Еморі, заступник голови управління Американського Червоного Хреста
- Інгліс Флетчер, засновник програми молодшої лікарні Червоного Хреста в державних школах Спокена
- Джордж Райерсон Фаулер, засновник Бруклінського Червоного Хреста (1884)
- Лора Е. Френгер, керівник відділу домашнього обслуговування Американського Червоного Хреста протягом восьми років
- Тора Б. Гардінер, секретар окружного відділу Американського Червоного Хреста
- Неллі А. Гудх'ю, член Ради директорів Американського Червоного Хреста місцевого управління
- Шарлот Мабрідт Холл, Американський Червоний Хрест
- Вільгельміна Харпер, Американський Червоний Хрест Чикаго
- Лора Адрієнн Макдональд, член
- Вірджинія Кітінг Ортон, член Управління Американського Червоного Хреста
- Женев'єв Х. Сенфорд, голова Червоного Хреста в Абердіні
- М. Елізабет Шеллабаргер, директор медсестер Червоного Хреста в Албанії та Чорногорії (1921–22)
- Ненсі Еллікотт Томлінсон, 3 роки у Червоному Хресті в Тихоокеанському регіоні, відповідальний секретар Американського Червоного Хреста
- Вайолет Річардсон Уорд, викладала класи безпеки води
- Гертруда Б. Уайлдер, секретар відділу Американського Червоного Хреста у Сан-Бернардіно

## Послуги речовин

### Донорство крові
ARC постачає приблизно 35% зданої крові в США, яку продає лікарням та регіональним постачальникам. Центри крові на базі громади забезпечують майже 60%, а приблизно 5% збирають безпосередньо лікарні. У грудні 2004 року ARC завершив свою найбільшу установу з переробки крові в США в Помоні, штат Каліфорнія, на території кампусу Політехнічного університету штату Каліфорнія, Помона. 

### Тканинні послуги
Більше 50 років ARC надавав тканину з алотрансплантата для трансплантації шляхом продажу в рамках своєї Програми обслуговування тканин. Він опікувався тисячами сімей донорів, які здали тканини та продали тканини понад 1 мільйонам реципієнтів. Наприкінці січня 2005 року ARC завершив свою програму з надання послуг з тканин, щоб зосередитись на своїх основних завданнях з надання допомоги в стихійних лихах та службі крові.

### Плазмові послуги
ARC, лідер у плазмовій галузі, забезпечує більше чверті плазмових продуктів у країні. Плазмові послуги Червоного Хреста надають плазмові продукти, які є надійними, економічно ефективними та максимально безпечними. 
У лютому 1999 року ARC завершила свою "Трансформацію" - програму на 287 мільйонів доларів, яка реконструювала систему обробки, тестування та розподілу послуг Червоного Хреста та створила нову структуру управління. 
Станом на 2011 рік ARC більше не працював у галузі плазмових послуг. Він постачає Baxter BioSciences предметами для виробництва плазмових продуктів. 

### Тестування нуклеїнової кислоти
1 березня 1999 р. ARC став першим банком крові в США, який здійснив дослідження тестування нуклеїнових кислот (NAT). Цей процес відрізняється від традиційного тестування, оскільки він шукає генетичний матеріал ВІЛ та гепатиту С (ВГС), а не реакцію організму на хворобу. 
Тести NAT на ВІЛ та ВГС отримали ліцензію Управління з контролю за продуктами та ліками США (FDA). Ці тести виявляють генетичний матеріал вірусу, що передається при переливанні, наприклад ВІЛ, не чекаючи, поки організм утворить антитіла, що потенційно може дати важливу перевагу в часі перед сучасними методами.

### Лейкоредукція
Лейкоцити (білі кров'яні клітини) допомагають боротися з чужорідними речовинами, такими як бактерії, віруси та аномальні клітини. Лейкоцити в продуктах крові, що зберігаються, можуть мати різні біологічні ефекти, включаючи пригнічення імунної функції, що може призвести до відмови органів та смерті. Оскільки цільна кров рідко використовується для переливання і не зберігається у звичайному інвентарі, лейкоредуковані запаси червоної крові є критичними. Після забору цілу кров центрифугуванням поділяють на еритроцити та плазму. Розчин консерванту змішують з еритроцитами, а компонент фільтрують за допомогою лейкоредукційного фільтра. Термін придатності цього продукту становить 42 дні. 
ARC рухається до загальносистемного зниження рівня лейкоцитів на попередньому зберіганні для покращення догляду за пацієнтами. З 1976 по 1985 р. FDA отримала повідомлення про 355 смертельних випадків, пов’язаних із переливанням крові, 99 з яких були виключені з подальшого розгляду, оскільки вони не були пов’язані з переливанням крові або не стосувались гепатиту чи ВІЛ / СНІДу. Хоча FDA ще не встановила вимогу до лейкоредукції, ARC взяла на себе провідну роль у впровадженні цієї процедури з метою лейкоредукції всіх продуктів крові. Понад 70% компонентів еритроцитів ARC проходять лейкоредукцію перед зберіганням - процес фільтрації, який проводиться незабаром після здачі крові.

### Дослідження
ARC працює в лабораторії крові Джерома Х. Голланда в Роквіллі, штат Меріленд щороку. Вона інвестує понад 25 мільйонів доларів у науково-дослідну діяльність в Голландській лабораторії та на місцях.

### Клітинна терапія
ARC пропонує клітинну терапію; це лікування передбачає збір та лікування клітин крові у пацієнта чи іншого донора крові. Опрацьовані клітини вводяться пацієнту, щоб допомогти оживити нормальну функцію клітин, замінити клітини, втрачені в результаті хвороб, нещасних випадків чи старіння, або запобігти появі хвороб. 

## Навчальні послуги
Навчальні служби - це один із п’яти підрозділів Американського Червоного Хреста, який відповідає за підготовку фахівців з охорони праці як для широкої громадськості, так і для робочої сили. У 2017 фінансовому році Американський Червоний Хрест підготував 2,28 мільйона людей як врятувати життя завдяки курсам першої допомоги, CPR та AED, програмам безпеки води та догляду. Доступні широкий вибір курсових пропозицій: 
- Екстренне управління киснем
- Розширена підтримка життя
- Автоінжектор для анафілаксії та адреналіну
- Навчання інгалятору від астми
- Навчання няні
- Основна підтримка життя
- Навчання патогенів, що передаються в крові
- Догляд за дітьми в Каліфорнії
- CPR / AED для професійних рятувальників
- Невідкладне медичне реагування
- Перша допомога / CPR / AED (англійська та іспанська)
- CPR лише для рук
- Навчіться плавати
- Управління рятувальниками
- Рятування
- Казки Лонґфелло WHALE
- Навчання асистента медсестри
- Підтримка дитячого розвитку
- Реагування на надзвичайні ситуації
- Навчання техніці безпеки для тренерів з плавання
- Розділ 22 (Перша допомога в Каліфорнії для персоналу громадської безпеки)
- Безпека води
- Пустеля та віддалена перша допомога

На додаток до сертифікації базового рівня на вищевказаних курсах, Американський Червоний Хрест також пропонує курси рівня інструктора та курси інструктора (IT). Курси для викладачів призначені для навчання учасників, як стати викладачами на курсах Американського Червоного Хреста, тоді як курси для викладачів інструкторів (також відомі як Академії для викладачів інструкторів) призначені для того, щоб сертифікувати нинішніх викладачів, щоб стати викладачами викладачів, або людей, які можуть викладати курси викладачів.

### Зміна манекена 2018
На початку 2018 року всі курси, запропоновані Американським Червоним Хрестом, перейшли на манекен BigRed. Інвестиція коштувала 1,8 мільйона доларів і збільшила розуміння учасниками цілей компресій під час проведення CPR.

### Пропозиції курсів
Є три організації, які можуть проводити американські курси Червоного Хреста; Американський Червоний Хрест, уповноважені провайдери та ліцензовані навчальні заклади. Американський Червоний Хрест проводить багато власних курсів, які можна проводити на суші, такі як Перша допомога / CPR / AED та Основна підтримка життя медичних працівників. Існує ряд курсів, для проведення яких потрібні водні споруди, такі як Інструктор з порятунку та безпеки води. Ці курси, як правило, надаються уповноваженим провайдерам (коледжі, державні установи, пожежні служби, громадські центри) та ліцензованим навчальним закладам. 

### Науково-консультативна рада
Науково-консультативна рада - це комісія, що включає понад 50 національно визнаних медичних, наукових, водних та академічних експертів з усіх Сполучених Штатів.

## Служба стихійних лих
Щороку ARC реагує на понад 60 000 стихійних лих, включаючи пожежі в будинках або квартирах (більшість із них), урагани, повені, землетруси, торнадо, розливи небезпечних матеріалів, транспортні аварії, вибухи та інші природні та техногенні катастрофи. 
Незважаючи на те, що АРК не є державним органом, його повноваження щодо надання допомоги в стихійних лихах були офіційно оформлені, коли в 1905 р. йому було надано статут Конгресу, щоб "здійснювати систему національної та міжнародної допомоги в мирний час і застосовувати те саме для пом'якшення страждань спричиненого мором, голодом, пожежею, повенями та іншими великими національними лихами, а також розробити та вжити заходів щодо запобігання цим. " Статут є не тільки надання потужності, але і накладення обов'язків і зобов'язань перед народом, жертвам стихійних лих і до людей, які підтримують його роботу зі своїми пожертвами".
Ліквідація наслідків стихійних лих зосереджується на надзвичайних потребах, спричинених катастрофами. Коли катастрофа загрожує або вражає, ARC надає притулок, харчування, охорону здоров'я та послуги психічного здоров'я (Перша психологічна  допомога) для задоволення основних потреб людини. Основою допомоги американського Червоного Хреста є допомога людям та сім'ям, щоб вони могли відновити свою звичну повсякденну діяльність. Організація надає послуги з перекладу та інтерпретації при необхідності, і підтримує базу даних багатомовних добровольців.
На місцевому рівні в розділах АРС працюють команди дій із ліквідації наслідків стихійних лих, що працюють волонтерами.
ARC годує працівників надзвичайних ситуацій інших установ, обробляє запити зацікавлених членів сім'ї за межами району стихійного лиха, забезпечує кров та продукти крові жертвам катастрофи та допомагає постраждалим внаслідок катастрофи отримати доступ до інших ресурсів. Він є членом Національних добровольчих організацій, що працюють у стихійних лихах (VOAD), і тісно співпрацює з іншими відомствами, такими як Армія порятунку та Служба надзвичайних ситуацій аматорського радіо, з якими має меморандуми про взаєморозуміння. 
ARC працює задля заохочення готовності, надаючи важливу літературу про готовність. Багато розділів також пропонують безкоштовні заняття для широкої громадськості.
Найбільшою помилкою серед широкої громадськості є те, що ARC забезпечує медичні установи, бере участь у пошуково-рятувальних операціях або розгортає швидку допомогу. Натомість, функції першого реагування залишаються за державними установами, як це передбачено Національною системою реагування. Товариства Червоного Хреста за межами США можуть надавати такі функції; наприклад, Cruz Roja Mexicana (Мексиканський Червоний Хрест) управляє національною службою швидкої допомоги. Більше того, американські автомобілі екстреного реагування Червоного Хреста (ERV) схожі на машини швидкої допомоги. Натомість ці ERV призначені для масового розподілу допоміжних засобів, таких як їжа, напої та інші товари, що надають допомогу. Хоча притулки ARC зазвичай призначають медсестру до закладу, вони не обладнані для надання медичної допомоги, окрім надання першої допомоги.

### Робоча сила служб стихійних лих
Система робочої сили служб стихійних лих (DSW) залучає добровольців з розділів ARC до національної бази даних відповідачів, класифікованих за їх здатністю служити в одній або кількох видах діяльності в групах. Послуги включають годування та укриття ("масовий догляд") для складування, оцінки збитків, бухгалтерського обліку, зв'язку, громадських справ та консультування. Респонденти виконують вимоги до навчання, що стосуються послуг, які вони хочуть запропонувати, досвіду та навчання першої допомоги.

### Національна система реагування
Як національне агентство підтримки Рамкового реагування, АРК прихищає, годує та надає інші види надзвичайної допомоги жертвам катастроф. ARC є одним із керівників Федерального агентства з питань надзвичайних ситуацій (FEMA) щодо частини масової допомоги, яка виконує функції екстреної підтримки. ARC та FEMA ділять відповідальність за планування та координацію служб масової допомоги з FEMA. ARC несе відповідальність за інші функції надзвичайної допомоги, такі як надання послуг охорони здоров’я та психічного здоров’я.

## Реагування на надзвичайні ситуації

### Мессінський землетрус 1908
У 1908 р. землетрус та цунамі спустошили територію навколо Мессінської протоки. Американська громадськість пожертвувала майже 1 мільйон доларів Американському Червоному Хресту, який був надісланий до Італії через Державний департамент, поряд з 800 000 доларів державних коштів. Рішення використовувати Державний департамент для розподілу коштів, а не направляти їх безпосередньо Італійському Червоному Хресту, свідчило про перехід організації від Міжнародного руху Червоного Хреста до інтересів США. Це була перша велика реакція АРС на міжнародну цивільну катастрофу.
До 1908 року Конгрес США лише рідко виділяв кошти на стихійні лиха; Крім того, рівень фінансування даного Італії також був безпрецедентним. Допомога АРС Італії мала важливе дипломатичне значення для США через велику кількість італійських емігрантів, які щороку виїжджали до США, та зростаюче значення Італії в Європі. Лідери АРС розглядали зусилля з надання допомоги в Італії як спосіб продемонструвати турботу США про націю. Поряд з цим ліквідація наслідків стихійних лих розглядалася як інструмент соціальних реформ. Основною метою допомоги АРС було вирішення сприйнятої загрози бідності в районі, з якого походила значна частина американських іммігрантів.

### Роль США в Окупація Нікарагуа
У відповідь на обурення Нікарагуа окупацією Сполучених Штатів Нікарагуа американські чиновники застосували гуманітарну допомогу, намагаючись покращити відносини. 10 000 доларів віддав ARC Філандер Нокс для надання допомоги у вигляді ковдр, одягу та їжі полоненим солдатам з армії Хосе Сантоса Зелая. Лідери ARC вважали, що гуманітарна допомога буде ефективнішою для сприяння доброзичливості та створенню стабільності, ніж будь-які інші дії. У 1912 році Державний департамент і військовий департамент занепокоїлися збільшенням кількості повідомлень про голод у країні. Як результат, Нокс попросив ARC поставити їжу і для некомбатантів. Американські війська співпрацювали з ARC, відкриваючи залізниці для розподілу гуманітарних запасів до Манагуа, Гранади, Леона та інших ключових міст.
Хоча ARC був неурядовим агентством, його гуманітарні зусилля поєднувались із американською зовнішньою політикою, стаючи корисним дипломатичним механізмом для пом'якшення наслідків американського військового втручання та забезпечення їх політичних інтересів.

### Роль у Першій світовій війні
До вступу США в Першу світову війну Американський Червоний Хрест був нейтральною організацією, що допомагала як союзним, так і центральним державам. Однак, коли США приєдналися до союзних держав, допомога американських Червоного Хреста центральним державам негайно закінчилася. 10 травня 1917 р. президент Вільсон створив Американську військову раду Червоного Хреста для сприяння ініціативам фінансування та керівництва діяльністю організації. За всю війну Рада зібрала 400 мільйонів доларів. 
У війні Американський Червоний Хрест був квазідержавною організацією, але найкраще описується як неурядова організація, оскільки офіційно не входив до складу уряду США. Американський Червоний Хрест у війні зосередився головним чином на зарубіжній цивільній допомозі, а не на допомозі внаслідок стихійних лих. Американський Червоний Хрест витратив "менше мільйона доларів на допомогу внаслідок стихійних лих у порівнянні зі 120 мільйонами доларів, залученими на допомогу за кордоном. Американський Червоний Хрест під час війни забезпечував продовольством, працевлаштуванням, житлом та медичною допомогою мільйони мирних жителів. В ході війни більше третини населення США приєдналося до організації, і лише в 1917 і 1918 рр. було залучено близько 400 млн. доларів. Серед її ініціатив було село Піза в Італії, проект гуманітарного житла, розпочатий у 1918 році.
Невдовзі влада Американського Червоного Хреста була визнана урядом, який почав сприймати "значення закордонної допомоги як інструменту державного управління". Американський Червоний Хрест все частіше використовувався як державний опік для сприяння реалізації американських зовнішньополітичних об'єктів. В основному Американський Червоний Хрест покращував імідж Америки за кордоном, а також поширював американські практики та цінності по всій Європі. Він втрутився в європейські практики охорони здоров'я та добробуту, запровадивши американські методи. Більше того, після захоплення більшовиками влади в Росії президент Вільсон використав Американський Червоний Хрест як інструмент дипломатії для допомоги білим силам. Уілсон вважав, що їжа є "справжньою річчю" для боротьби з більшовизмом, і наказав Американському Червоному Хресту розподіляти продовольство та матеріальну допомогу більшовицьким противникам у російській громадянській війні. Отже, Американський Червоний Хрест виконував подвійні функції сприяння реалізації цілей зовнішньої політики Сполучених Штатів та сприяння міжнародному гуманітаризму.
Наприкінці війни була створена Ліга товариств Червоного Хреста. Це міжнародне товариство національних організацій Червоного Хреста було очолено Сполученими Штатами і прагнуло "покращити здоров'я, запобігти хворобам і пом'якшити страждання у всьому світі".

### Міжвоєнна реконструкція Європи
На відміну від європейської організації допомоги, якій довелося витратити значну частину свого часу на залучення коштів, співпраця Американського Червоного Хреста з Американською адміністрацією допомоги Герберта Гувера мала фінансування в іншому масштабі, а також підтримку населення та держави. З членством понад 33 млн. американців у 1918 р. (20% населення США) та визначенням офіційною організацією США з питань іноземної допомоги за Женевським договором та мандатом Конгресу, ARC не була ні повністю приватною, ні офіційною урядовою організацією. Ця напівдержавна підтримка дозволила ARC забезпечити довіру та підтримку, недосяжну для інших організацій з надання допомоги, таких як YMCA або Лицарі Колумба.
Приватне фінансування ARC дозволило отримати більшу гнучкість, ніж урядові організації, його керівники вирішили багато в чому підтримати зовнішню політику США, але також часто переслідували цілі, що відрізнялися від цілей військових чи політичних політиків. Сотні працівників ARC проводили постійну реформу італійської соціальної політики, а не надзвичайну допомогу, вони засновували школи медсестер, розробляли проекти допомоги дітям та вели туберкульозні хрестові походи. Представляючи ці американські уявлення про охорону здоров’я та соціальне забезпечення, ARC діяв як те, що історик Даніель Т. Роджерс називав «посередниками ідей», що сприяло трансатлантичному обміну методами та філософією соціальних реформ. Робота в ARC дозволила американським громадянам внести свій внесок у трансатлантичний дискурс соціальних реформ. Працівники ARC базувались і розширювали вже існуючі зусилля Італії щодо соціальних реформ. Реформатори ARC прийняли стратегічну культурну чутливість, намагаючись співпрацювати з італійцями та допомогти їм взяти під свій контроль власні соціальні інститути. Представляючи свої реформи як взаємний обмін, а не як накладені зміни, працівники ARC сподівались, що італійці охоче приймуть їх. Американські реформатори в ARC продовжували вірити у необхідність американського втручання у «реформування» Італії.

### Російська революція
У липні 1918 року АРК створив лікарню біля входу до гавані Владивостока, а протягом року ще 8 лікарень. Владивостокська лікарня для біженців була відкрита на початку 1919 року в колишній морській казармі і мала до 250 ліжок. Під час громадянської війни ARC забезпечував лікарські препарати та медичні витрати в російських лікарнях.

### Урагани 2005 року
Прогнозуючи велику катастрофу перед обрушенням урагану "Катріна", ARC залучила 2000 добровольців до списку розгортання "в режимі очікування".
За даними ARC, під час ураганів "Катріна", "Вілма" та "Рита" та після них вони відкрили 1470 притулків та зареєстрували 3,8 мільйона нічних ночей. 300 000 американських працівників Червоного Хреста (82% безоплатно) надавали притулок, роботу з справи, спілкування та оцінку протягом усіх цих заходів. Крім того, було роздано 346 980 наборів для комфорту (які містять необхідні гігієнічні засоби, такі як зубна паста, мило, мочалки та іграшки для дітей) та 205 360 наборів для чищення (що містять віники, швабри та відбілювач). Організація подала 68 мільйонів закусок та страв. Служби охорони здоров'я внаслідок стихійних лих забезпечили 596 810 контактів, а служби психічного здоров'я в галузі катастроф - 826 590 контактів. Надзвичайна фінансова допомога була надана 1,4 млн. сімей, тобто 4 млн. осіб. Катріна стала першим стихійним лихом у Сполучених Штатах, де ARC використав їхній вебсайт про безпеку та безпеку сім’ї. 

### Рейс Comair 5191
Це було найстрашніше повітряне лихо в Сполучених Штатах з часу рейсу 587 American Airlines. Приймальні центри для родини та друзів були створені поблизу аеропортів прибуття та вильоту та в Цинциннаті, місці головного офісу Комаїр. Місцеві відділи в Джорджії, Алабамі, Кентуккі та Каліфорнії надавали послуги з охорони здоров'я та психічного здоров'я сім'ї та друзям, які не перебувають у Лексінгтоні. Волонтери також укомплектували місцевий центр надзвичайних операцій (EOC) у Лексінгтоні, Кентуккі. 

### Торнадо 2007

#### Флорида
У відповідь на торнадо в Центральній Флориді в лютому 2007 року ARC розпочав широкомасштабну операцію з ліквідації наслідків стихійних лих. Відкрито щонайменше сім притулків. ARC надіслало 40 000 попередньо розфасованих страв, і по всій країні було залучено майже 400 добровольців Американського Червоного Хреста для надання допомоги у місцевим. Організація підготувала більше 30 автомобілів для реагування на надзвичайні ситуації для розподілу їжі та продовольства. 

#### Канзас
ARC негайно відреагувала на спалах торнадо у травні 2007 року в центральній частині Канзасу, створивши притулки для переміщених мешканців під час надзвичайних ситуацій, і розпочала розподіл продовольства, води та допомоги.

### Міннеаполіс обвалення моста
Після обвалу мосту через річку Міссісіпі I-35W, відділ міст-побратимів відповів командою з ліквідації наслідків стихійних лих, щоб забезпечити їжу, інформацію та затишок. Був створений сімейний сервісний центр, а радники з питань психічного здоров’я розміщувались у багатьох місцях. Пожертви на цю справу склали 138 368 доларів США та покрили вартість послуг, але не 65 000 доларів несподіваних витрат. Протягом цього серпня погода та обвал розмістилися в 70% округів Міннесоти у федеральних первинних або сусідніх районах катастроф. 

## Міжнародні послуги
ARC, як частина Міжнародного руху Червоного Хреста та Червоного Півмісяця та його майже 100 мільйонів добровольців, виховує та мобілізує громади для подолання вразливостей, що загрожують життю. Департамент міжнародних послуг ARC зосереджується на глобальному здоров'ї, готовності до ліквідації наслідків стихійних лих та реагуванні на них, відновлення сімейних зв'язків та розповсюдження міжнародного гуманітарного права. ARC бере участь у міжнародних проектах, таких як Ініціатива кору, програми боротьби з малярією в Африці, реагування на стихійні лиха та зусилля з ліквідації наслідків цунамі у Південній Азії 2004 року. 

### Готовність та відповідь на катастрофи
Міжнародні програми реагування на катастрофи та готовність ARC щорічно надають допомогу мільйонам людей, які потерпають внаслідок природних та техногенних катастроф. Для швидкого та ефективного реагування ARC попередньо розмістила запаси на випадок надзвичайних ситуацій на трьох складах, що перебувають під управлінням Міжнародної федерації в Дубаях, Малайзії та Панамі, і використовуються для реагування на катастрофи. Підрозділ реагування на надзвичайні ситуації (ERU) - ще один метод реагування ARC на міжнародні надзвичайні ситуації. ОСВ складається з підготовленого персоналу та заздалегідь упакованого обладнання, яке є вирішальним у реагуванні на раптові масштабні катастрофи та надзвичайні ситуації у віддалених місцях. Американський Червоний Хрест ОСВ спеціалізуються на наданні поставок надзвичайної допомоги, ІТ і телекомунікацій для операцій Американського Червоного Хреста з реагування.

### Запобігання повені в долині річки Хуай
У 1911 році ARC започаткував свій перший міжнародний проект із запобігання стихійним лихам у долині річки Хуай. ARC найняв інженерів для перенаправлення річки Хуай, щоб запобігти щорічним повеням, які зруйнували врожаї та спричинили голод. Ключовий інженер проекту, К.Д. Джеймсон, рекомендував фінансові зобов'язання щодо осушення, запобігання повеням та меліорації земель, що, як він обіцяв, призведе до "усунення страждань, голоду та виродження кількох мільйонів людей", що суттєво зменшить "заворушення і беззаконня". Амбіція плану реконструювати китайський ландшафт була репрезентативною для все більш глобальних амбіцій АРК та нового напрямку, який організація здійснювала до Першої світової війни. 

### Гаїті
12 січня 2010 року на узбережжі Гаїті в 10 милях від столиці Порт-о-Пренс відбувся землетрус силою 7 балів.
Станом на березень 2011 року ARC заявила, що виділила 314 мільйонів доларів на ліквідацію наслідків землетрусів у Гаїті. ARC фінансує проекти відновлення для забезпечення перехідних будинків, медичних послуг, готовності до стихійних лих, поліпшення водопостачання, санітарії та розвитку засобів існування. Вони передбачали кошти на оплату навчання для постраждалих сімей. За станом на червень 2011 року ARC зібрав приблизно 484 мільйони доларів на допомогу та відновлення Гаїті. 
Серія звітів NPR та ProPublica показала, що значна частина грошей, які пожертвували американці, не зробила нічого, щоб допомогти людям на Гаїті, і обіцянки відновити квартали так і не були виконані. 

### Глобальне здоров’я
Глобальні ініціативи охорони здоров’я ARC International Services спрямовані на широке запобігання та боротьбу з такими інфекційними захворюваннями, як ВІЛ / СНІД та кір. Завдяки економічно вигідним медичним втручанням на базі громади ARC орієнтується на людей, які потребують допомоги, та зосереджує увагу на доступності та рівності догляду, участі громади та інтеграції з іншими ініціативами розвитку громади, такими як проекти водопостачання та санітарії та харчування.
Прикладом програми охорони здоров'я ARC International Services є Ініціатива щодо кору, започаткована у 2001 році як партнерство, спрямоване на зменшення смертності від кору у всьому світі. Ініціатива надає технічну та фінансову підтримку урядам та громадам у проведенні кампаній вакцинації та спостереження за хворобами у всьому світі. Провідними зусиллями ARC є Центри США з контролю та профілактики захворювань, Фонд ООН, ЮНІСЕФ та Всесвітня організація охорони здоров’я. Ініціатива проти кору підтримує кампанії вакцинації у понад 60 країнах, переважно в Африці та Азії. З 2001 року ця ініціатива допомогла вакцинувати мільярд дітей у понад 60 країнах, що розвиваються. Ініціатива підтримує розподіл понад 37 мільйонів оброблених інсектицидами протимоскітні сіток для профілактики малярії, 81 мільйонів доз ліків проти гельмінтів, 95 мільйонів доз вакцини проти поліомієліту, і 186 мільйонів доз вітаміну А.
У грудні 2006 р. ARC став партнером-засновником кампанії "Малярія не більше". Кампанія була сформована провідними неурядовими організаціями, щоб надихнути людей, установи та організації приватного сектору на підтримку комплексного підходу до подолання малярії - руйнівної, але запобіжної хвороби. ARC підтримав місцевих волонтерів Червоного Хреста та Червоного Півмісяця в Африці, які навчали сім'ї та громади щодо профілактики та лікування малярії, таких як правильне та послідовне використання ліжок, оброблених інсектицидами. ARC надав технічну допомогу та підтримку у розвитку потенціалу своїм партнерам у важкодоступних громадах.

### Міжнародні запити на відстеження
ARC обробляє міжнародні запити щодо відстеження і шукає членів сімей, які були розлучені. Ця служба намагається відновити контакт між розлученими членами сім'ї. Послуги відновлення Family Links забезпечують обмін рукописними повідомленнями Червоного Хреста між особами та їх родичами, які можуть бути біженцями або військовополоненими. У будь-який час програма ARC «Відновлення сімейних посилань» займається наслідками 20–30 війн та конфліктів. Світова структура національних товариств Червоного Хреста та Червоного Півмісяця та Міжнародний комітет Червоного Хреста роблять цю послугу можливою. Коли в 1990-х роках стала доступна нова інформація з архівів колишнього Радянського Союзу, було створено спеціальний підрозділ, який займався службами Другої світової війни та відстеження Голокосту.

### Міжнародне гуманітарне право
ARC International Services просвіщає американську громадськість про керівні принципи міжнародного гуманітарного права (МГП) для ведення бойових дій, як це визначено Женевськими конвенціями 1949 р. Роблячи це, ARC International Services надає підтримку розділам ARC у їхніх зусиллях з розповсюдження МГП, пропонуючи курси та забезпечуючи навчання інструкторів.

## Служба в Збройних Силах
ARC надає екстрені та екстрені послуги військовим США. Найбільш помітною послугою є екстрене сімейне спілкування, коли сім’ї можуть зв’язатися з Червоним Хрестом, щоб надіслати важливі сімейні повідомлення (наприклад, про смерть у сім’ї чи новонародження). ARC також може виступати як перевіряючий орган. Для надання цих послуг агентство управляє кол-центрами. ARC тісно співпрацює з іншими військовими товариствами, такими як Департамент у справах ветеранів, з метою надання інших послуг членам служби та їхнім сім'ям. ARC не займається військовополоненими; за ними стежить Міжнародний комітет Червоного Хреста, міжнародний орган.

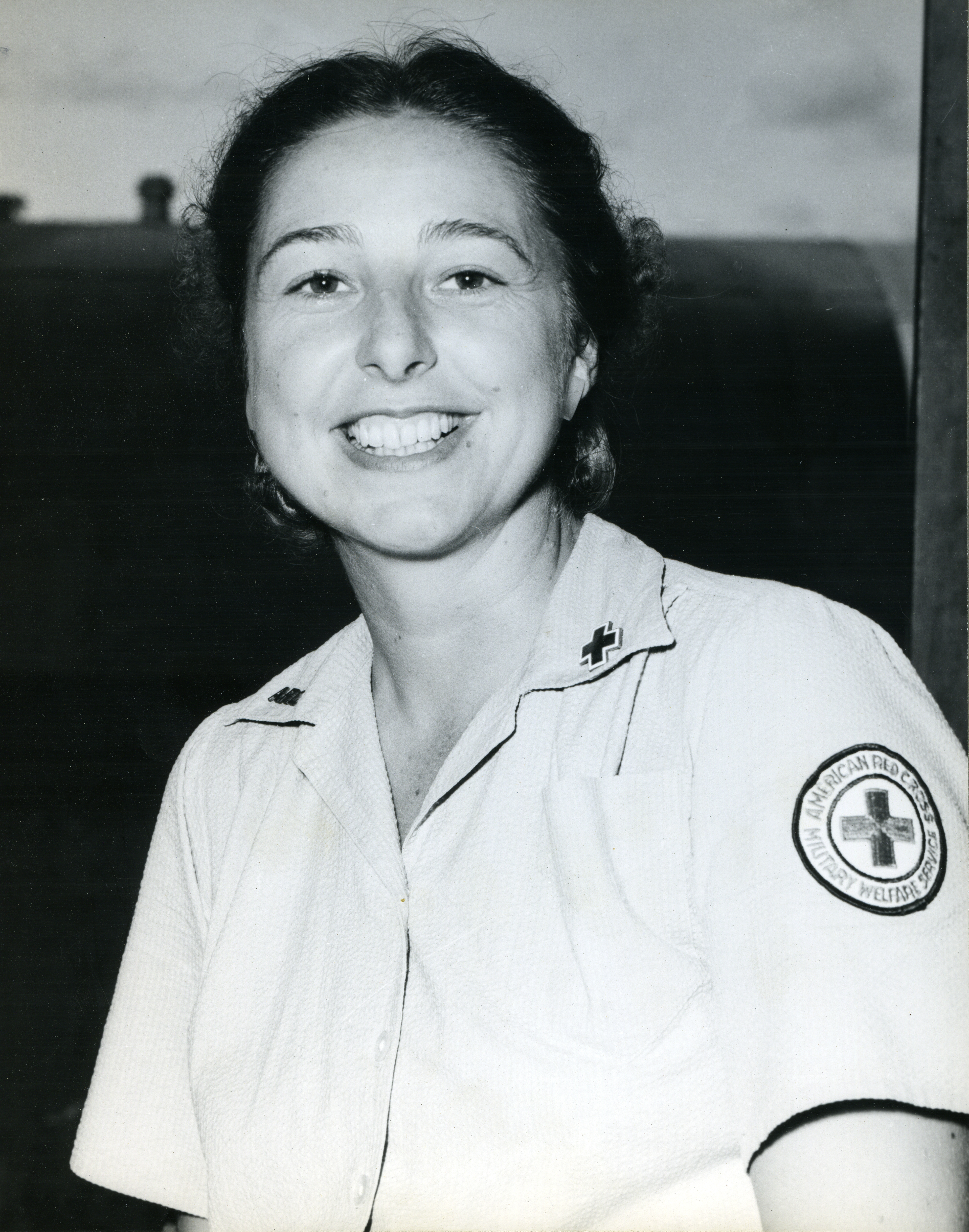
Аеродром Карні, Гвадалканал, дівчина Червоного Хреста Соломонових островів, серпень 1944 року

Одна з критик американських служб Червоного Хреста військовим пов'язана з історіями про те, що ARC споряджає війська під час Другої світової війни та Корейської війни символічними зборами з "предметів комфорту", такі як зубна паста, кава, пончики та сигарети, а також за їжею та проживанням за межами бази. Пропозиція щодо гонорару була зроблена в листі від березня 1942 року військового міністра Генріха Л. Стімсона до голови ARC Нормана Х. Девіса. Припущення полягало в тому, що з військовослужбовців союзників брали гроші, тому з американців також слід стягувати гроші, щоб "забезпечити рівномірний розподіл серед усього обслуговуючого персоналу американських ресурсів Червоного Хреста". Американський Червоний Хрест прийняв пропозицію секретаря як політику.
Під час Другої світової війни ARC керував Клубним мобільним сервісом Американського Червоного Хреста, щоб забезпечити військовослужбовців їжею, розвагами та "з'єднанням домом". У своєму зверненні до Конгресу 18 червня 1945 р. Генерал Дуайт Д. Айзенхауер сказав про службу Американського Червоного Хреста у Другій світовій війні: "Червоний Хрест з клубами для відпочинку, кавою та пончиками в передових районах, своєю готовністю задовольнити потреби колодязя та допомогти служити пораненим часто здавався дружньою рукою цієї нації, яка тягнулася через море, щоб підтримати своїх воюючих людей " записано в "Невідомому напрямку" Кетлін Кокс; її мати, Леона Кокс, була прийнята на службу до Американського Червоного Хреста колегою-викладачем з коледжу Алленгені. Ще одне повідомлення про працівника Червоного Хреста Другої світової війни подано в листах Евелін Мерритт Велден, зібраних у книзі "Як грати під час війни: життя вільного духу в листах" її сина Лінн Уелден.
Під час війни у В'єтнамі 627 американських жінок служили за програмою додаткового відпочинку ARC за кордоном. На запрошення армії Сполучених Штатів "пончикові лялечки" проводили ігри для підвищення морального духу солдатів. Завдяки мобільності UH-1 Iroquois, в'єтнамські пончикові ляльки змогли відвідати війська на експедиційних оперативних позиціях. Документальний фільм 2008 року «Дотик дому: Дівчата Червоного Хреста війни у В’єтнамі» розповідає історію цих жінок. ARC також надавав послуги розваги поранених солдатів у військово-морському шпиталі Великих озер під час війни у В'єтнамі.
У 2011 році підрозділ Служби збройних сил (ВСС) був реорганізований і почав отримувати від Конгресу 24 мільйони доларів на рік на операційні витрати. Поряд із зменшенням розміру відбулася консолідація в чотирьох регіональних місцях (Сан-Дієго, Каліфорнія, Форт-Сілл, Оклахома, Луїсвілл, Кентуккі та Спрінгфілд, штат Массачусетс). У 2012 році почалися перші розповіді про тривалий час дзвінків та низьку якість відповіді учасників дзвінків, а також питання про те, чи правильно використовуються гроші. У 2015 році місця в Сан-Дієго та Спрінгфілді були закриті, оскільки було впроваджено варіант для сімей онлайн.

## Суперечки

### Johnson & Johnson костюм над зображенням Червоного Хреста
7 серпня 2007 року Johnson & Johnson (J&J) подали позов проти ARC через субліцензування зображення Міжнародного Червоного Хреста на виготовлення аптечок та подібних виробів, які, як вони стверджували, конкурували з продуктами компанії. Позов також вимагав знищення всієї продукції, що не містить герба Червоного Хреста Джонсона та Джонсона, та вимагав від ARC сплатити штрафні збитки та судові збори J&J.
Позиція Американського Червоного Хреста полягала в тому, що він дозволив своє ім'я виробникам аптечок, намагаючись заохотити готовність до стихійних лих, і що доходи від ліцензій підтримували гуманітарну роботу. J&J стверджували, що комерційні підприємства Американського Червоного Хреста не входили до сфери історично узгодженого використання та безпосередньо порушували федеральний закон. 
14 травня 2008 року федеральний суддя виніс рішення проти J&J.  У червні 2008 року дві організації повідомили, що було досягнуто врегулювання, що дозволяє обом сторонам використовувати цей символ. 

### Суд виніс постанову про згоду
FDA вжила судових позовів проти ARC у відповідь на недоліки в їх процедурах забезпечення безпеки кровопостачання. Отриманий указ про згоду окреслює порушення федерального закону, до якого АРК вдався у 1993 р. ARC заплатила мільйони доларів штрафу.
ARC Biomedical Services створила стандартизовану комп’ютерну систему для ведення бази даних донорів крові; п’ять національних випробувальних лабораторій (НТЛ), які щорічно досліджують близько шести мільйонів одиниць крові; Біомедичний інститут Чарльза Дрю, який забезпечує навчання та інші освітні ресурси для персоналу служб крові Червоного Хреста; відділ забезпечення якості / регуляторних питань, який допомагає забезпечити відповідність нормативним актам; і централізована система інвентаризації крові. 
До Указу про згоду було внесено зміни у 2003 р. із застосуванням санкцій за конкретні порушення.
FDA може застосувати штрафні санкції після квітня 2003 року до таких максимальних розмірів: 
- 10 000 дол. США за подію (і 10 000 дол. США на день) за будь-яке порушення стандартної робочої процедури ARC (SOP), закону або вимог указу та термінів

- 50 000 доларів США за викиди кожної одиниці крові, для яких FDA вважає обґрунтованою ймовірність серйозних негативних наслідків для здоров’я

- 5000 доларів за випуск кожного блоку, що може спричинити тимчасові проблеми, максимум до 500 000 доларів за подію
- 50 000 доларів США за неналежний повторний випуск кожної непридатної одиниці крові, яка була повернута до інвентаризації ARC
- 10 000 доларів США за кожного донора, неналежним чином пропущеного з Національного реєстру відкладених донорів, переліку всіх непридатних донорів

FDA продовжувала застосовувати тиск і штрафи на ARC з метою забезпечення дотримання норм, включаючи штраф у 1,7 мільйона доларів у червні 2008 року.  
ARC тісно співпрацював з FDA для розробки більш надійної системи. Результатом систем став п'ятирічний період стійкого дотримання, що призвело до звільнення від Указу про згоду від 4 грудня 2015 р.

### Суперечка про донорство крові
ARC стикалася з критикою з боку адвокаційних організацій лесбійок, геїв, бісексуалів, трансгендерів та квір (ЛГБТК) за заборону чоловікам, які мають статеві стосунки з чоловіками (МСМ), здавати кров. Ця політика була вимогою FDA для всіх компаній та організацій, що займаються забором крові в США. Зокрема, FDA доручає організаціям збору крові "відкласти на 12 місяців останній сексуальний контакт - чоловіка, який займався сексом з іншим чоловіком протягом останніх 12 місяців". Отже, ARC юридично не мав можливості взяти кров у таких чоловіків. У 2006 році разом з ААВВ та Американськими центрами крові ARC звернувся до FDA з проханням скасувати вимогу щодо здачі крові, посилаючись на кращі технології скринінгу. Станом на грудень 2016 року Американський Червоний Хрест повідомляє на своєму вебсайті, що відстрочка МСМ від здачі крові на 12 місяців після будь-якого сексуального контакту з іншим чоловіком узгоджується з вказівками Адміністрації США з питань харчових продуктів і медикаментів.

### Суперечка про ураган "Катріна"
У березні 2006 року Генеральний прокурор Луїзіани та Федеральне бюро розслідувань (ФБР) розпочали розслідування заяв про шахрайство та крадіжки волонтерами та підрядниками в рамках операцій ARC Katrina. У відповідь ARC посилила свою внутрішню та зовнішню просвітницьку діяльність щодо шахрайства організації та гарячу лінію відходів для конфіденційного звітування перед третьою стороною. Організація також обрала запровадження політики перевірки стану для всіх волонтерів та персоналу, починаючи з 2006.
У квітні 2006 року неназваний колишній чиновник ARC просочив повідомлення Міжнародного комітету Червоного Хреста та Британського Червоного Хреста. Такі звіти типові для широкомасштабної операції з ліквідації наслідків стихійних лих, в якій беруть участь інші національні товариства Червоного Хреста, щоб отримати їхній внесок, але, як правило, є конфіденційними та не передаються широкому загалу. Ці конкретні звіти особливо критикували операції ARC у регіонах, що постраждали від Катріни, хоча доповідь Британського Червоного Хреста сильно похвалила добровольців ARC за їх зусилля. 

### Суперечка про шторми (ураган "Сенді", "Ісаак", інші великі шторми)
У жовтні 2014 року незалежні громадські телерадіокомпанії NPR та ProPublica опублікували звіти про розслідування випадків ураження Червоного Хреста ураганами Східного узбережжя США Сенді та Ісааком, посилаючись на внутрішні документи Червоного Хреста та інтерв'ю з колишніми чиновниками Червоного Хреста та уряду. Він розкритикував реакцію організації за те, що вона не задовольнила безпосередні потреби жертв. У ньому також описується "організація, настільки зайнята зв'язками з громадськістю, що перешкоджає можливості благодійної організації надавати послуги у разі стихійних лих".

## Дивитися також
Клара Бартон
Міжнародна Федерація Товариств Червоного Хреста і Червоного Півмісяця
Міжнародний рух Червоного Хреста і Червоного Півмісяця

## Зовнішні посилання
1. ↑  https://go.ifrc.org/countries/4/ns-overview/context-and-structure
2. ↑  Blain V., Grundy I., Clements P. The Feminist Companion to Literature in English: Women Writers from the Middle Ages to the Present — 1990. — P. 68.
3. ↑  https://www.charitynavigator.org/ein/530196605
4. 1 2 3 4  Nonprofit Explorer: Research Tax-Exempt Organizations
5. 1 2  https://data.ifrc.org/fdrs/national-society/dus001
6. ↑  Pakje chirurgische sponjes van het American Red Cross
7. ↑  https://www.charitynavigator.org/index.cfm?bay=search.summary&orgid=3277&oldpage